# San Miguel Tulancingo
San Miguel Tulancingo è un comune del Messico, situato nello stato di Oaxaca.